# 2020年ナゴルノ・カラバフ停戦協定
2020年のナゴルノ・カラバフ停戦協定（ナゴルノ・カラバフていせんきょうてい、ロシア語:Заявление о прекращении огня в Нагорном Карабахе、アゼルバイジャン語:Qarabağ atəşkəs bəyanatı、アルメニア語:Արցախում հրադադարի մասին հայտարարություն）は、2020年9月27日に勃発したナゴルノ・カラバフ紛争の停戦協定。11月9日、ロシア連邦大統領ウラジーミル・プーチン仲介の下、アゼルバイジャン大統領イルハム・アリエフ、アルメニア首相ニコル・パシニャンが署名し、モスクワ時間11月10日0時から停戦が発効された。

## 概要
停戦合意により、アルメニアとアゼルバイジャンは捕虜と戦死者の交換を約束、さらにアルメニア軍は、12月1日までにナゴルノ・カラバフ周辺のアルメニア占領地域から順次撤退することとされた。また、ロシア陸軍からの2,000人規模の平和維持部隊が、アルメニア本土とナゴルノ・カラバフを結ぶラチン回廊沿いに5年間駐留。アルメニアは、アゼルバイジャン本土とナヒチェヴァン自治共和国間の輸送路建設を保証し、輸送路管理はロシア連邦保安庁（FSB）国境警備隊が行うこととされた。

## 停戦協定項目

アゼルバイジャン共和国
アルメニア共和国
アゼルバイジャンが制圧した地域
アグダム県:2020年11月20日までにアルメニアはアゼルバイジャンへ返還する
キャルバジャル県:2020年11月25日までにアルメニアはアゼルバイジャンへ返還する
ラチン県:2020年12月1日までにアルメニアはアゼルバイジャンへ返還する
停戦後のアルツァフ共和国の「領土」
ラチン回廊
アルツァフ共和国への連絡道路
アルメニア国内に新たに設置されるアゼルバイジャン-ナヒチェヴァン回廊
2020年の紛争前の境界線
アルツァフ共和国が領土と主張する地域

アゼルバイジャンのアリエフ大統領、アルメニアのパシニャン首相、ロシアのプーチン大統領が署名した停戦内容は以下の9項目となる。
1. ナゴルノ・カラバフ紛争におけるすべての戦闘行為の中止を、モスクワ時間2020年11月10日0時から実施する。
2. アルメニアはアグダム県を2020年11月20日までにアゼルバイジャンへ返還する。
3. ナゴルノ・カラバフ境界線およびラチン回廊沿いにロシア陸軍平和維持部隊1,960人、装甲兵員輸送車90両、車両380両が展開する。
4. ロシア陸軍平和維持部隊は、ナゴルノ・カラバフからのアルメニア軍撤退と並行して実施され、平和維持部隊の駐留期間は5年間で、当事国のいずれかが駐留期間満了6か月前までに反対を通知しない限り、自動的に駐留期間が5年間延長される。
5. 紛争当事国の停戦合意の履行に向け、平和維持センターを設置する。
6. アルメニアはアゼルバイジャンにキャルバジャル県を2020年11月15日（後に11月25日まで延長[8]）まで、ラチン県を12月1日までに返還する。ただし、アルメニア本土とナゴルノ・カラバフおよびシュシャ（英語版）間の幅5キロメートル（3.1マイル）におよぶラチン回廊は現状のままとする。当事国の合意に基づき、今後3年以内にラチン回廊新ルートの建設計画を策定し、新ルートにはロシア陸軍の平和維持部隊が警備のために展開する。アゼルバイジャンは、ラチン回廊での人、車両および物資移動の安全を保障する。
7. 国連難民高等弁務官事務所（UNHCR）管理下にある避難民のナゴルノ・カラバフおよび隣接地域への帰還を促す。
8. 捕虜、人質、その他拘束者および遺体の交換を行う。
9. 地域内におけるすべての経済および輸送制限を解除する。アルメニアは、アゼルバイジャン西部地域とナヒチェヴァン自治共和国間の人、車両および物資移動を保障し、ロシア連邦保安庁国境警備隊が輸送路管理を行う。当事国の合意に基づき、アゼルバイジャン本土とナヒチェヴァン自治共和国間の新しい輸送路建設が行われる。

## 停戦合意への反応

### アルメニア

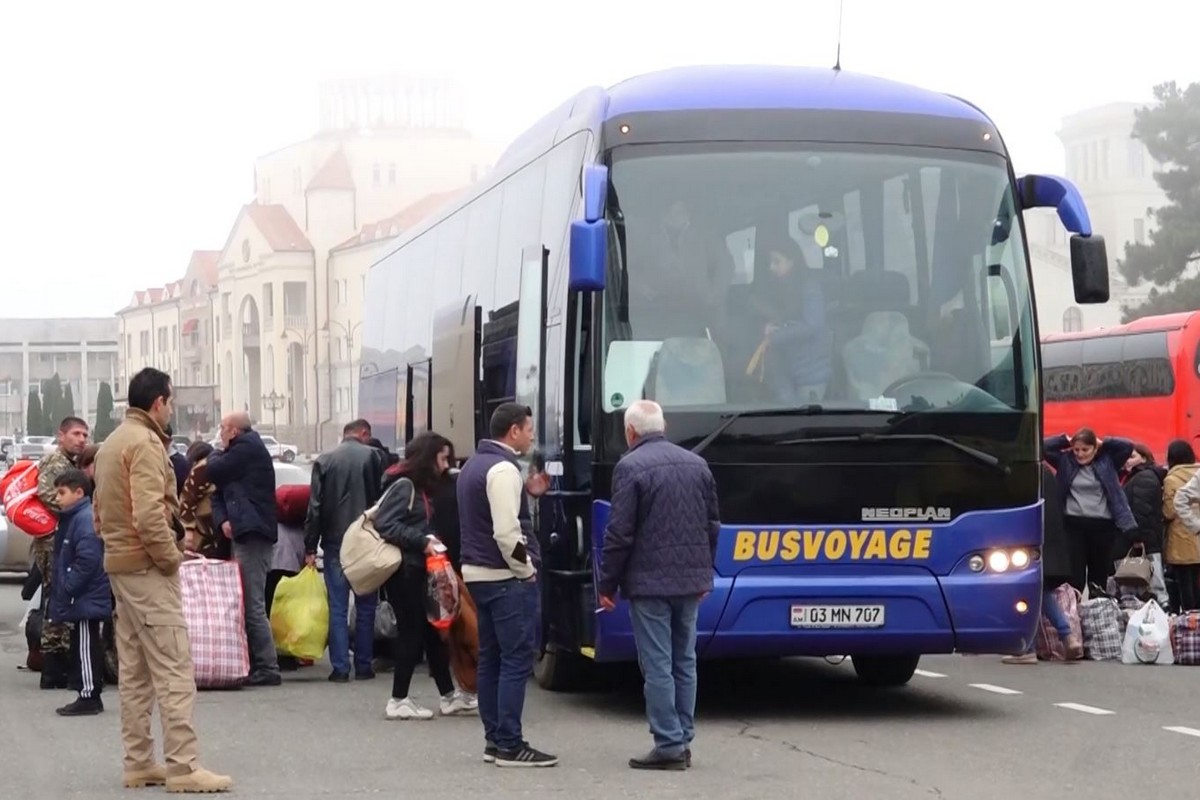
停戦合意後にステパナケルトへ戻るアルメニア系住民

停戦合意後、アルメニアのパシニャン首相は、「これは勝利ではないが敗北したと見なすまで敗北はない。自分たちが敗北したとは決して見なさない」と話した。停戦合意発表後、アルメニアの首都エレバンで数千人規模の抗議デモが発生、デモ隊は政府庁舎に侵入し、パシニャン首相を「裏切者」と糾弾して辞任を要求した。

### アゼルバイジャン
アゼルバイジャンのアリエフ大統領は、この停戦合意は「歴史的に重要なもの」だとし、アルメニアは降伏したに等しいと説明した。

### 国際社会
- 国際連合 - アントニオ・グテーレス国連事務総長のスポークスパーソンは、「グデーレス事務総長は、戦闘停止の合意がなされたことに安堵しており、我々は住民の幸福、人道的介入、人命の保護に一貫した焦点がある。欧州安全協力機構ミンスクグループ（英語版）共同議長国のこれまでの重要な努力と一致して達成されることを願う」と語った[11]。
- 欧州連合 - 欧州連合（EU）は停戦合意を歓迎し、継続的交渉によって持続可能な停戦に繋がることを望むとした[12]。
- テュルク評議会 - テュルク評議会（CCTS）事務総長は、アゼルバイジャンの「占領地解放と主権回復の歴史的成果」を祝福した[13]。
- イギリス - イギリスのドミニク・ラーブ外務・英連邦大臣は、停戦合意を歓迎し、持続的な停戦に向けての協議を継続するよう当事国に求めた[14]。
- イラン - イランは停戦合意を歓迎し、地域の平和を維持する最終的な解決に繋がることを望むとした[15]。
- ジョージア - ジョージアのサロメ・ズラビシュヴィリ大統領は、停戦合意したアルメニアとアゼルバイジャンを歓迎、紛争犠牲者の遺族に哀悼の意を表し、南コーカサスから新時代が始まることを望むとした[16]。
- トルコ - トルコのメヴリュット・チャヴシュオール外務大臣は、停戦協定の署名後、アゼルバイジャンを祝福した[17]。
- パキスタン - パキスタンのマクドゥーム・シャー・マヘムード・クレーシ（英語版）外務大臣は、「我々は、領土解放を成し遂げたアゼルバイジャン政府と国民を祝福する」と声明を発表した[18]。
- モルドバ - モルドバの外務・欧州統合省（英語版）は、停戦合意を歓迎し、モルドバが国際的な規範と原則に基づき、地域の永続的な平和的解決策の探求を支持する伝えた[19]。
- ロシア連邦 - ロシアのプーチン大統領は、「停戦合意は正義に基づき、アルメニアとアゼルバイジャンの人々の利益のためにナゴルノ・カラバフ危機の永続的かつ完全な解決のために必要な条件を設定することを前提としている」と述べた[20]。

## 余波

### 返還地域からのアルメニア人の避難
停戦合意に基づき、アゼルバイジャンへ返還されることとなったキャルバジャル県では2020年11月14日、アルメニア系住民が避難を前に自宅へ火を放った。また、マルタケルトと隣接するチャレクタルでも少なくとも6軒の民家に火が放たれたとAFP通信の記者が報じた。

### ロシア平和維持部隊の展開
2020年11月10日、停戦協定により平和維持部隊を派遣するロシア軍が、ナゴルノ・カラバフ地域への移動を開始したと報告され、協定署名前にも空路で部隊がアルメニアに輸送されたと報告があった。平和維持部隊は第15独立親衛自動車化狙撃旅団で構成され、11月12日までにステパナケルトに入り、監視所の開設を開始した。

### トルコ軍の役割
停戦協定への署名とロシア軍平和維持部隊の展開に続き、アゼルバイジャン国内にロシア・トルコ合同の停戦監視センターを設立することに関する覚書が、ロシアとトルコの国防相によって署名された。しかし、ロシアはトルコの関与はアゼルバイジャン国内の監視センターでの活動に限定され、トルコの平和維持部隊はナゴルノ・カラバフに展開しないと主張した。

### 停戦違反
2020年12月12日、アルメニア国防省はアルツァフ共和国南部をアゼルバイジャン軍が攻撃したと発表、ロシア国防省もアゼルバイジャン軍による停戦違反が12月11日にハドルトで1件確認されたと発表、アゼルバイジャン国防省は「挑発に対する適切な対応」をしたと発表した。

## アゼルバイジャンによる事実上の破棄
2023年9月19日、アゼルバイジャンが「対テロ作戦」と称しナゴルノ・カラバフ共和国の残存領土へ侵攻を開始、1日で事実上の降伏へ追い込んだ。